# Shiozawa Tatsuya
Tatsuya Shiozawa (sinh ngày 11 tháng 11 năm 1982) là một cầu thủ bóng đá người Nhật Bản.

## Sự nghiệp câu lạc bộ
Tatsuya Shiozawa đã từng chơi cho Shimizu S-Pulse.